# Preboggion

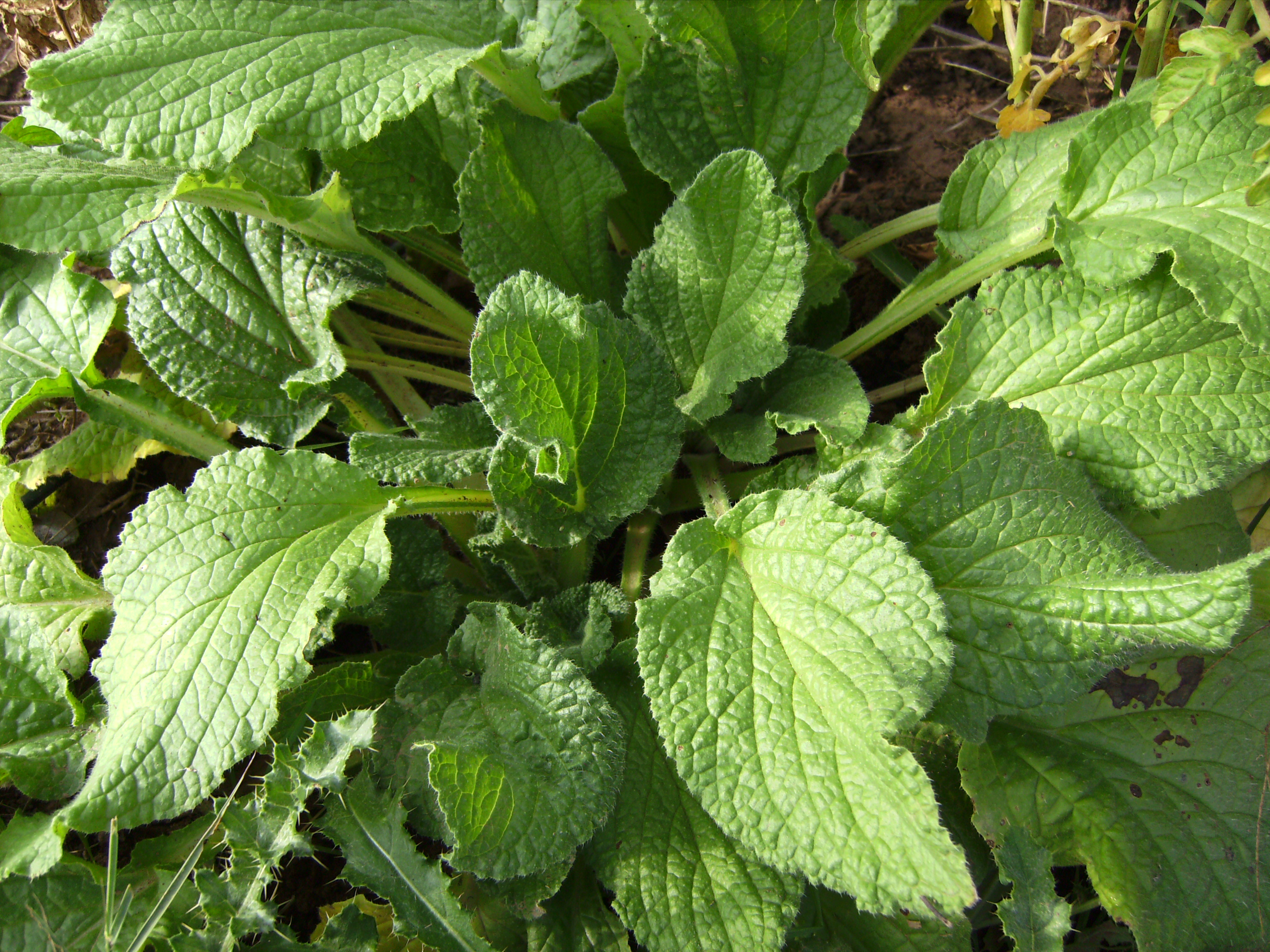
Hojas de borrajas, ingrediente principal del preboggión

El preboggion o prebugiún es una mezcla de hierbas, generalmente no cultivadas, que constituyen un ingrediente típico de la cocina de la región de Liguria, Italia.

## Ingredientes
Se necesitan hojas y tallos tiernos de las plantas siguientes:
- Borago officinalis
- Sonchus oleraceus
- Papaver rhoeas
- Campanula rapunculus
- Cichorium intybus
- Beta vulgaris
- Urtica dioica
- Hyoseris radiata
- Taraxacum officinale
- Urospermum dalechampii
- Reichardia picroides

Las proporciones y el número de plantas que se utiliza como ingrediente varían según el gusto y el lugar, pero las dos primeras, la borraja y la cerraja de huerto, son esenciales.

## Preparación y usos
Las plantas que sirven como ingrediente del preboggión se cosechan en primavera y principios de verano. Es una buena ocasión o excusa para una salida al campo con familia o amigos, del mismo modo que se va al bosque a recolectar setas. La mezcla se corta en trozos y se hace hervir muy poco tiempo, hasta que las hojas se arrugan. Se puede conservar en el congelador una vez hervida.
Sirve para rellenar ravioli y pansoti, así como para añadirla a la sopa minestrone y a la frittata. También se puede comer tal cual con patatas hervidas y un poco de aceite de oliva.
La tradición de rellenar preparaciones con hierbas en lugar de carne en ciertas zonas de Italia se consideraba muy adecuada en el periodo de la Cuaresma. Los rellenos vegetales no contenían carne y estaban compuestos principalmente de acelgas, borrajas y otras hierbas que, a pesar de su débil amargor, se asociaban a las "hierbas amargas" bíblicas (Éxodo 12:8).